# Грас
 Тази статия е за френския град.  За немския писател вижте Гюнтер Грас.  За окръга вижте Грас (окръг).
Грас (на френски: Grasse) е град в Югоизточна Франция, регион Прованс-Алпи-Лазурен бряг, предградие на Ница.

## География
Разположен е на Френската Ривиера, на 330 m надморска височина и на 20 km от брега на Средиземно море. Населението на града е 50 257 души по данни от преброяването през 2007 г.

## Икономика
В края на 18 век Грас се превръща в център на френската парфюмерийна промишленост. Във Франция градът е наричан „световна столица на парфюмите“ („la capitale mondiale des parfums“). Там се произвеждат над 2/3 от естествените ароматизатори във Франция, използвани както в парфюмерията, така и в производството на храни. Специфичният микроклимат на Грас благоприятства производството на цветя, като една от основните култури е жасминът, пренесен в региона от маврите през 16 век.

## Култура
- Международен музей на парфюма

## Известни личности
Родени в Грас
- Жан-Оноре Фрагонар (1732–1806), художник

Починали в Грас
- Шарл дьо Ноай (1891-1981), меценат
- Едит Пиаф (1915–1963), певица

Други личности, свързани с Грас
- Иван Бунин (1870–1953), руски писател, живее в града след 1919

## Побратимени градове
- Инголщат (Германия)
- Казанлък (България)
- Карара (Италия)
- Л'Ариана (Тунис)
- Марбълхед (САЩ)
- Мурсия (Испания)
- Ополе (Полша)